# Lomná (rivière)
La Lomná est une rivière de république tchèque d'une longueur de 17,5 km qui coule dans la région de Moravie-Silésie. Elle est un affluent de l'Olza dans le bassin de l'Oder.

## Source de la traduction
- (de) Cet article est partiellement ou en totalité issu de l’article de Wikipédia en allemand intitulé « Lomná (Olsa) » (voir la liste des auteurs).